# Turecká reprezentace ve fotbale amputovaných

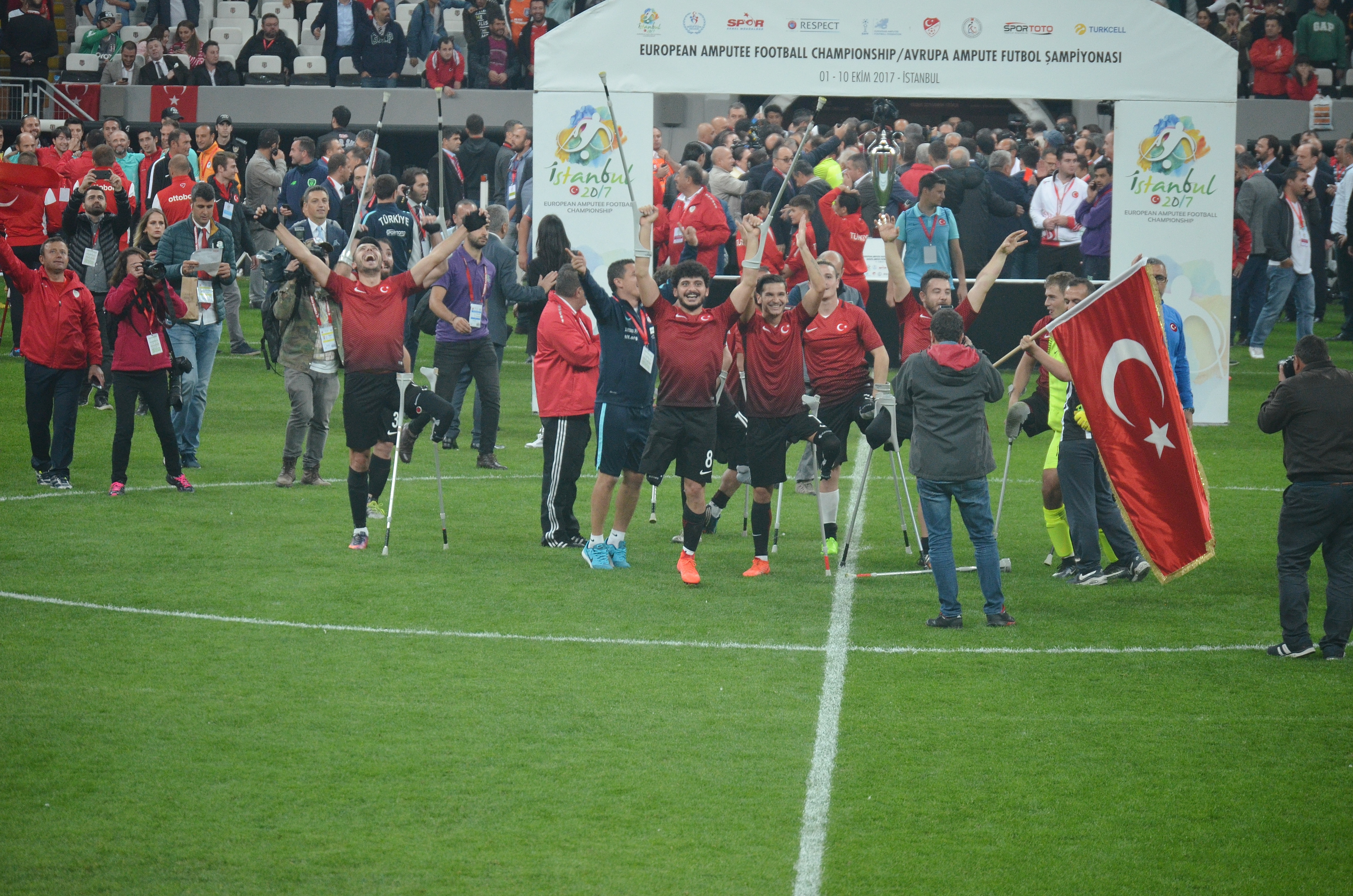
Hráči oslavují vítězství na Mistrovství Evropy 2017

Turecká reprezentace ve fotbale amputovaných reprezentuje Turecko na mezinárodních turnajích ve fotbale amputovaných. Reprezentace je vítězem Mistrovství světa v roce 2022. Je také trojnásobným vítězem Mistrovství Evropy, což ji činí nejlepším týmem v historii soutěže. Mezi další trofeje reprezentace patří Amp Futbol Cup.
Trenérem je Osman Çakmak, mezi slavné hráče patří Bülent Çetin, Fatih Şentürk, Kemal Güleş a Ömer Güleryüz.